# 카르샤파나
카르샤파나(산스크리트어: कार्षापण) 또는 파나(산스크리트어: पण)는 기원전 6세기부터 사용되던 고대 인도의 주화로, 도장을 찍지 않거나 도장을 찍은(아하타) 금속 조각으로, 주화를 인증하는 사람의 진실성에 따라 그 유효성이 좌우되었다. 학자들은 카르샤파나가 일반적으로 국가가 아닌 상인과 은행가에 의해 처음 발행된 것으로 추정하고 있다. 화폐는 교환 시 금속의 무게를 측정할 필요가 없었기 때문에 무역 발전에 기여했다. 카르샤파나는 기본적으로  원래 자나파다와 마하자나파다에서 처음 발행한 동전의 뒷면에만 1~5개의 루파('상징')가 찍힌 은화 조각으로, 일반적으로 그 정당성을 증명하는 작은 마크나 표시가 새겨져 있었다. 은화 펀치마크 동전은 기원전 2세기에 주조가 중단되었지만 이후 5세기 동안 광범위한 영향력을 발휘했다.